# Catedral de Nuestra Señora del Rosario (San Bernardino)
La catedral de Nuestra Señora del Rosario  (en inglés: Our Lady of the Rosary Cathedral) es la catedral de la Diócesis de San Bernardino. Está localizada en San Bernardino, California.

## Historia
La Parroquia de Nuestra Señora del Rosario fue fundada en 1927 por el obispo  John Cantwell de la Arquidiócesis de Los Ángeles. El primer párroco asignado a la parroquia fue el reverendo Patrick Curran. Una casa alquilada en Sierra Way sirvió inicialmente como una iglesia temporal y rectoría. La construcción del edificio de la iglesia actual se inició en mayo de 1928. Fue terminado al estilo Misión en septiembre del mismo año. La casa parroquial actual fue construida en 1936.